# 大島貞益
大島 貞益（おおしま さだます、弘化2年2月17日（1845年3月14日） - 大正3年（1914年）10月19日）は明治時代の著作家（経済評論家）・翻訳家・教育者。号は「石華」。
日本におけるF・リストの紹介者および保護貿易論者として知られ、「日本のリスト」と称される。

## 略歴

### 官僚として
但馬国養父郡大藪村（現兵庫県養父市大藪）で、大藪領主旗本小出英道の家臣、西洋兵学者・大島貞薫と敦子の三男に生まれる。幼名は益三郎。箕作麟祥の英学塾に学んだ後、慶応4年（1868年）7月に新政府の海軍省翻訳方に出仕し、以降文部省・統計寮・外務省などを転々とし明治11年（1878年）1月に外務省御用掛を免職となるまで翻訳業務に従事した。この間、『英国開化史』（1874年 / バックル『イングランド文明史』の訳）・『馬爾去斯（マルサス）人口論要略』（1877年 / マルサス『人口論』の訳）・『ゼボンス貨幣説』（ジェヴォンズ『貨幣論』の訳）など西欧の歴史書・経済書の翻訳をすすめた。その後、明治17年（1884年）〜20年（1887年）には群馬県中学（現・群馬県立前橋高等学校）の校長となったが、これを辞任した後は官職につかず、著述および翻訳に従事し24年（1891年）8月からごくしばらくの間『中央新聞』に在籍していた。

### 保護貿易論者として
官職から離れた大島は、庇護者であった日銀総裁・富田鉄之助の勧めにより明治22年（1889年）、F・リスト『経済学の国民的体系』の日本語訳『李氏経済論』（英訳からの重訳）を刊行、以後彼は熱烈な保護貿易論者に転向し、欧化主義の退潮と国粋主義の勃興という時代思潮のもとで新進のエコノミストとして注目されるようになった。翌明治23年（1890年）から24年（1891年）にかけて彼は、対立する自由貿易主義の総本山といえる田口卯吉（「日本のスミス」と称される）主宰の『東京経済雑誌』に乗り込み「保護貿易論」を寄稿して論争を挑んだ。明治24年10月、この連載をまとめた『情勢論』が刊行された。彼はまた前年の明治23年には「国家経済会」を設立して幹事となり条約改正や関税問題の調査研究を進め、国内棉作保護の立場から綿花輸入税の撤廃に反対し大日本農会にも呼びかけて1894年棉作奨励会を結成した。このほか『日本人』『日本』などに自分の論説を発表して保護主義の普及につとめ、明治33年（1900年）、富田の推薦により自らの経済学体系を解説した『経済纂論』を刊行した。この結果彼は保護貿易論者として若山儀一（『李氏経済学』初版を刊行した「日本経済会」のメンバー）・犬養毅らと並ぶ存在になった。その一方で彼は、缶詰製造・野菜園の経営など企業活動にも関与している。

### 晩年
晩年は東京から鎌倉に転居して書画や詩作を楽しむ日々を送り、大正3年（1914年）この地において死去した。享年70。